# دير علا
دير علا هي مدينة أردنية تعتبر مركزا للواء دير علا ضمن محافظة البلقاء.وهي تقع في الأغوار الوسطى وتمر من خلالها قناة الملك عبد الله. سميت دير علا بذلك الاسم نسبه للدير العالي الذي  اُكتُشِفَ داخل تل أثري. وتم بناء متحف أثري للدير ويحتوي على قطع اثريه نادره  عُثِر عليها بالدير يتواجد بها الكثير من المواقع الأثرية الرومانية والبيزنطية وبعض القصور الأثرية. حيث  عُثِر على قطع اثريه بالغه الأهمية وعُثِر على بعض الفخاريات الإغريقية.

## علم الآثار
بدأت سلسلة من الحفريات الهولندية برعاية المنظمة الهولندية لتقدم البحث الصافي في عام 1960، تحت رعاية قسم اللاهوت، جامعة ليدن. استمرت هذه الحفريات لمدة خمسة مواسم حتى عام 1967. وقد حقق هذا الاكتشاف أكبر اكتشاف له في عام 1967، وهو نقش على جدار حبر يتعلق بنبوءة غير معروفة حتى الآن لبلعام بن باعوراء، الذي أصبح بذلك أول نبي من العهد القديم يتم تحديده في النقش.
في نهاية حملة عام 1964، وتم اكتشاف 11 لوحًا من الطين، 3 منقوشة في أبجدية غير معروفة حتى الآن (الأبجدية البروتانية الكنعانية)، تم اكتشاف 7 منها تحمل نقاطًا فقط، وواحدًا غير مكتوب.

## روابط خارجية
من أرشيف المركز الأمريكي للأبحاث الشرقية:
- تل دير علا